# Cymbelín (hudební skupina)
Téměř 400 let po uvedení Shakespearovy divadelní hry Cymbelín byla založena v Brně kapela stejného jména. Cymbelín založili Tomáš Šenkyřík (kytara, zpěv) a Kristýna Urbánková (piano, zpěv) v roce 1996 společně s Jiřím Rohelem (klarinet). V roce 1997 se připojil Pavel Rajmic (housle).
Hudbu Cymbelínu je možno nejvýstižněji označit jako etno či world music. V dalších „novinářských“ přirovnáních můžeme najít výrazy jako zemitost, poetika, prostota, vtip, barevnost, vznešenost…
Členové skupiny prošli zčásti rockovou a zčásti cimbálovou muzikou a to se v hudbě Cymbelínu odráží, ať už vědomě nebo nevědomě. Kontrast těchto hudebních „extrémů“ spolu s tvůrčím nadáním Tomáše Šenkyříka a Kristýny Urbánkové dává vzniknout originálním písním, z nichž každá jakoby žila vlastním životem. Další potřebnou inspiraci hledá Cymbelín v poezii, literatuře, moderní vážné hudbě nebo i v dětských říkadlech ze Slabikáře. Jak praví kritik, „jisté je, že Cymbelín nejen píše a skládá, ale také čte a poslouchá.“
Kromě mnoha českých klubů a festivalů kapela vystoupila na sérii koncertů ve Skotsku, Walesu a Anglii. Představila se rovněž v Norsku (Pražské jaro v Drammen, 2002).
Od poloviny devadesátých let kapela pravidelně spolupracovala s různými literárními a hudebními osobnostmi – s Petrem Skoumalem, Pavlem Šrutem, Zuzanou Lapčíkovou, Radůzou a dalšími. Vzniklo tak nemálo společných vystoupení a nahrávek. Důležitou kapitolou Cymbelínu je hudební spolupráce s Karlem Plíhalem, se kterým kapela absolvovala řadu koncertů.
První dvě alba nahrál Cymbelín ve studiu „V“ ve Zlíně a obě vyšly u brněnského vydavatelství Indies Records, dnes Indies Scope. Debutové album vyšlo v roce 1999, to druhé Kolem osy v roce 2001. Tyto dvě desky jsou vyústěním období, kdy Cymbelín hrál převážně akusticky, inspirován šansonem, jazzem, folkem a vážnou hudbou. Třetí CD Těba bylo nahráno v roce 2005 již v obměněné sestavě. Cymbelín v roce 2004 opustili Kristýna Urbánková a Jiří Rohel. Šenkyříka s Rajmicem doplňuje Vladimíra Krčková (zpěv), Jiří Mottl (saxofon), Klára Veselá (bajan) a Lukáš Kyzlink (bicí).

## Diskografie
- Cymbelín, 1998
- Kolem osy, 2001
- Těba, 2005